# Yeti Airlines
Yeti Airlines Pvt. Ltd. je letecká společnost, která má základnu v Káthmándú v Nepálu. Letecká společnost byla založena v květnu 1998 a certifikaci pro komerční lety získala 17. srpna 1998. Od roku 2022 je druhá největší nepálská letecká společnost. Yeti Airlines v roce 2009 založila dceřinou společnost Tara Air. Koncem roku 2023 převzala 49% podíl Asian Life Insurance. Letecké společnosti se povedlo jako první v Nepálu být uhlíkově neutrální, a to v roce 2019.

## Flotila
Současná flotila (2024). Průměrné stáří letadla je 15 a půl roku.

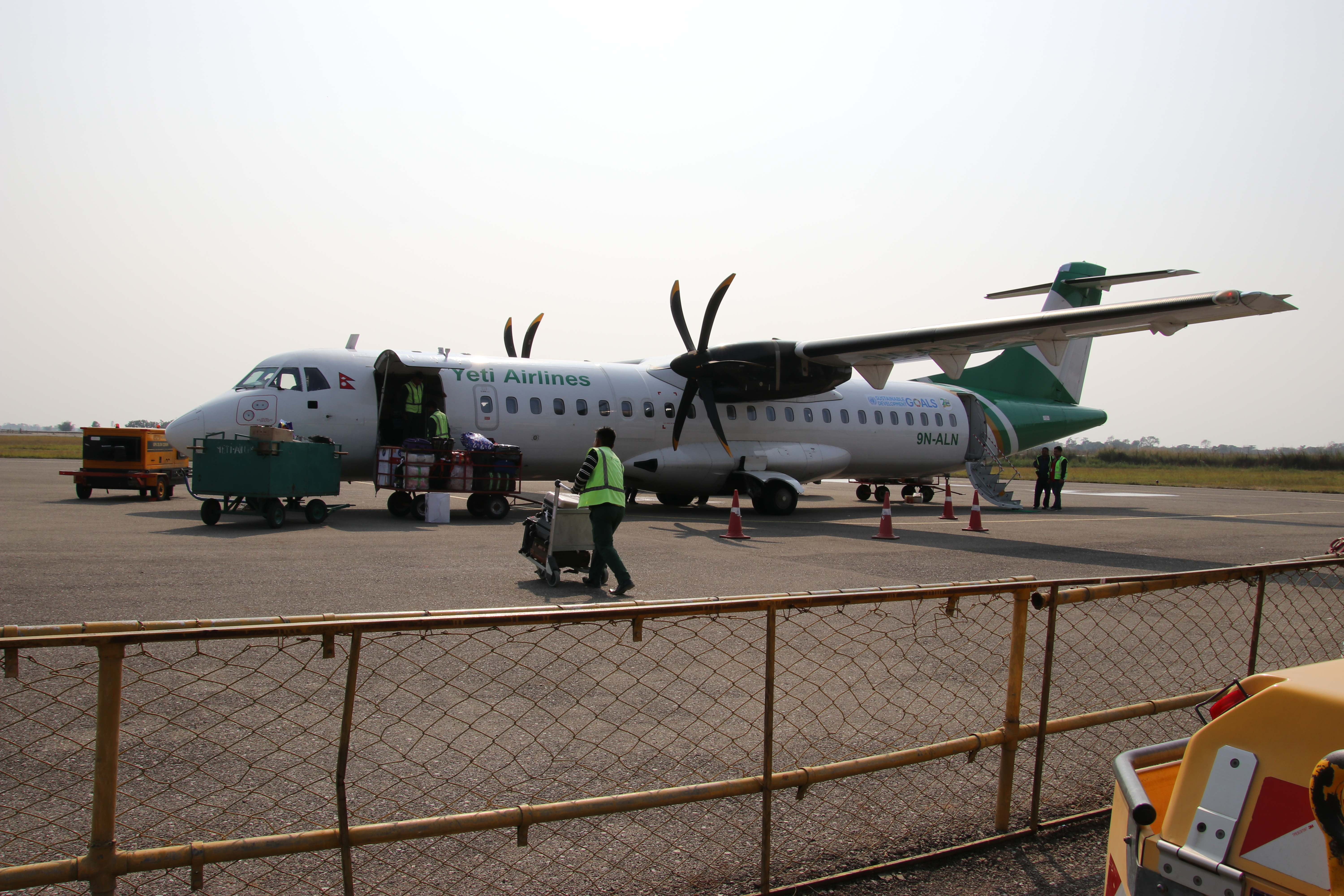
Yeti Air ATR 72-500

| Letadlo    | Počet letadel | Poznámka                                      |
| ---------- | ------------- | --------------------------------------------- |
| ATR 72-500 | 7             | Dvě jsou pronajatá od Nordic Aviation Capital |

Dříve používaná letadla
| Letadlo                              | Datum vyřazení | Poznámky             |
| ------------------------------------ | -------------- | -------------------- |
| BAe Jetstream 41                     | 2021           |                      |
| de Havilland Canada DHC-6 Twin Otter | 2009           | Převedeno k Tara Air |
| Dornier 228                          | 2009           | Převedeno k Tara Air |
| Embraer EMB 120 Brasilia             | 2001           |                      |
| Harbin Y-12                          | 2001           |                      |
| Saab 340B                            | 2007           |                      |

## Incidenty
- 25. května 2004 – Yeti Airlines Flight 117 – Letadlo narazilo do kopce při příblížení na letiště Lukla. Všichni na palubě zemřeli.[6]
- 21. června 2006 – Yeti Airlines Twin Otter – Letadlo po nepodařeném přiblížení na letiště v Jumle po průletu ztratilo výšku a rychlost a spadlo do rýžového pole. Letadlo začalo hned po pádu hořet. Zemřelo všech 9 lidí na palubě.[7]
- 8. října 2008 – Yeti Airlines Flight 101 – Během přistání letadlo narazilo do skály a začalo hořet. Přežil pouze pilot (18 mrtvých)[8]
- 24. září 2016 – letadlo vyjelo z ranveje při přistávání v Bhairahawy, nikdo nebyl zraněn, letadlo bylo zničeno.[9]
- 12. července – letadlo po přistání sjelo z ranveje.[10]
- 29. červenec 2022 – Letadlo se zřítilo chvilku před přistáním na letišti Pokhara.[11][12]
- 15. ledna 2023 – Yeti Airlines Let 691 letadlo havarovalo při přistání na letišti Pokhara. Všech 72 osob na palubě zemřelo.[13]